# ジェノヴァ包囲戦 (1747年)
ジェノヴァ包囲戦（ジェノヴァほういせん、伊: Assedio di Genova, 英: Siege of Genoa）は、オーストリア継承戦争中の1747年、シューレンブルク伯爵率いるオーストリア軍がジェノヴァ共和国の首都であるジェノヴァを包囲した戦闘。
オーストリア軍は前年に一度ジェノヴァを落としたが同年末にそれを失ったため、1747年の戦役ではジェノヴァの再占領をフランス侵攻やナポリ王国への攻撃より優先した。シューレンブルク率いるオーストリア軍は4月にはジェノヴァ城外に到着したが、包囲戦にはより多くの兵士が必要と考えてサルデーニャ王国軍の12個歩兵大隊が6月に到着するまで待った。この遅れにより、フランスとスペインはジョゼフ・マリー・ド・ブーフレール率いる駐留軍に増援を送ることができた。
そして、シャルル・ルイ・オーギュスト・フーケ・ド・ベル＝イル元帥とラ・ミナ侯爵率いるフランス＝スペイン連合軍が接近してきたため、サルデーニャ軍はミラノへの脅威を防ぐべく撤退、シューレンブルクはサルデーニャ軍に責任をこすりつけて包囲をあきらめた。包囲の失敗によりウィーンとトリノの宮廷で不満が生じ、両方とも同盟国のグレートブリテン王国に相手の裏切りを訴えた。